# Амрітсар (округ)
Амрітсар — округ у штаті Пенджаб, Індія. Площа округу становить 2683 км², а населення 2490656 осіб (станом на 2011).

## Демографія
Із 2490656 мешканців округу 1318408 (52.9 %) становлять чоловіки та 1172248 (47.1 %) становлять жінки. В окрузі зареєстровано 488898 домогосподарств (із яких 56.0 % у містах та 44.0 % у селах). У містах проживає 1334611 осіб (53.6 %), а в селах 1156045 осіб (46.4 %). Грамотними є 1684770 осіб (67.6 %), а неграмотними 805886 осіб (32.4 %). Грамотними є 70.8 % чоловіків та 64.1 % жінок.

## Міста
- Аджнала
- Амрітсар
- Амрітсар-Антонмент
- Аттарі
- Беас-Іті
- Будга-Тхег
- Чхегарта-Сагіб
- Джандіала-Ґуру
- Маджітха
- Раджасансі
- Рамдасс
- Райя
- Шаріффпура